# Etzelkofen
Etzelkofen là một đô thị ở huyện Fraubrunnen ở bang Bern ở Thụy Sĩ. Đô thị này có diện tíchb 2,8 km², dân số năm 2005 là 350 người.

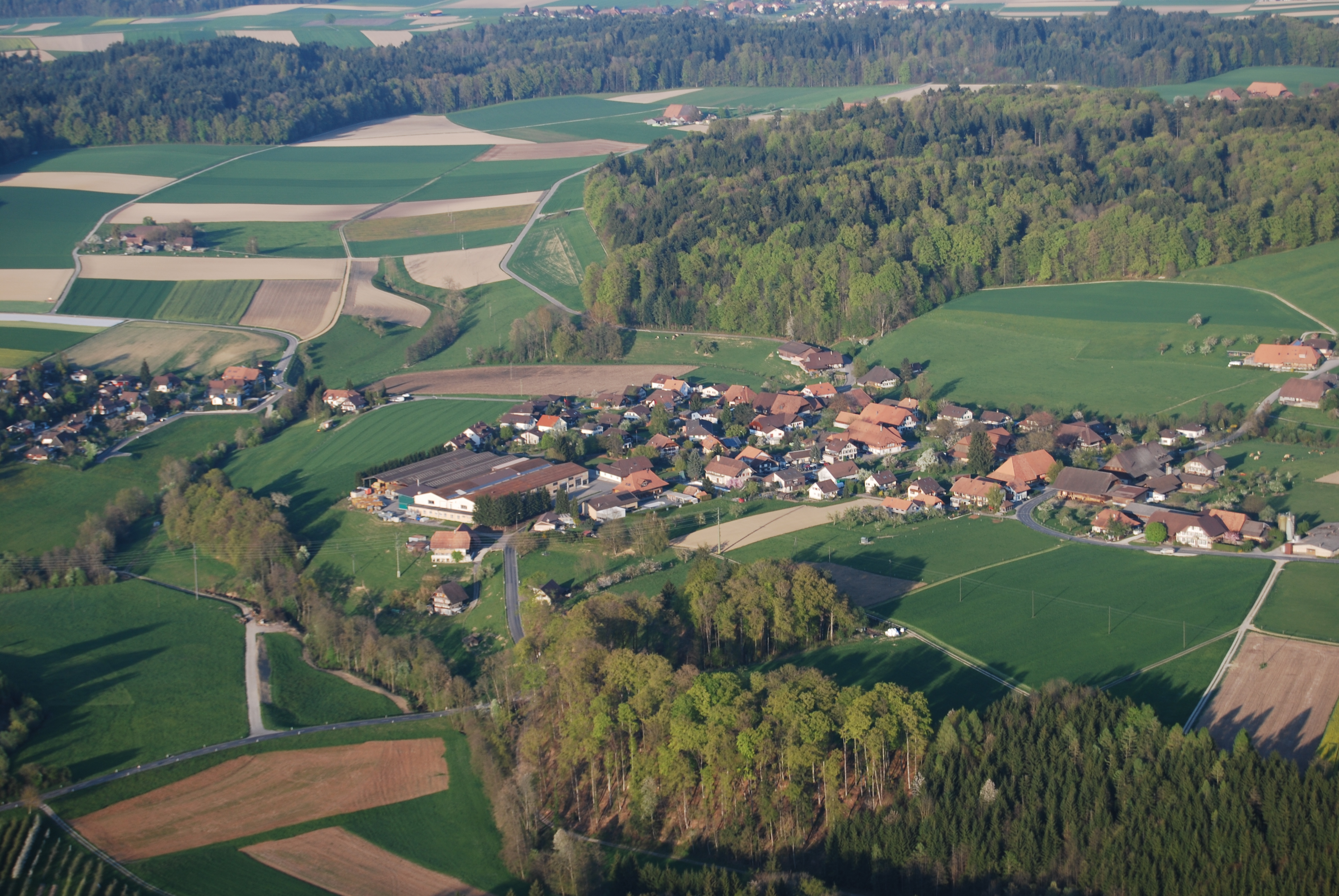
Etzelkofen